# Vandverden
En vandverden eller en oceanverden er et himmellegeme, der indeholder en betydelig mængde af flydende vand, enten på overfladen eller under overfladen under en skal af is. Det kan være en vandplanet, en oceanplanet, en vandmåne eller en oceanmåne. Kometer betegnes normalt ikke som vandverdener, selv om de kan indeholde forholdsvis store mængder is. Betegnelsen oceanverden er også blevet brugt nogle gange for himmellegemer med en stor mængde af en væske som ikke er vand, som for eksempel lava (på Jupiters måne Io) eller ammoniak (som i det indre ocean på Saturns største måne Titan). 
Jorden er det eneste sted man kender i hele universet med flydende vand på overfladen. Vandverdener er af ekstrem interesse for astrobiologer på grund af disse verdeners potentiale til at udvikle liv og opretholde den biologiske aktivitet over geologiske tidshorisonter. Der er ledes ihærdigt efter exoplaneter med betingelser for flydende vand, da flydende vand anses for at være en nødvendig forudsætning for liv.

## Forudsætningen for flydende vand
Forudsætningen for at vand ikke er i form af is, men er flydende, er først og fremmest at der tilføres tilstrækkelig energi for at balancere afkølingen til verdensrummet, f.eks. stråling fra Solen jf. den beboelige zone, fra radioaktivitet, eller eventuelt igennem vulkanisme eller fra tidevandskræfter.

## Vandmåner og vanddværgplaneter
De bedst etablerede vandverdener i vores solsystemet omfatter månerne Saturns måne Enceladus, og Jupiters måner Europa, Ganymedes og Callisto. Det forventes at en del himmellegemer i det ydre af vores solsystem kan have oceaner af vand under overfladen, f.eks. dværgplaneterne Pluto, Ceres og Eris samt Saturns måner Dione og Mimas, Uranus måne Oberon og Neptuns måne Triton.
For et koldt, mindre himmellegeme som Enceladus vil der være et ocean af flydende vand imellem en fast overflade af is og et fast lag af klipper i kernen bestående af silikater. For et koldt, større himmellegeme som Ganymedes vil der også være en overflade af is, men vandet i bunden af det flydende hav være under højt tryk og omdannes til is, så det flydende vand vil danne en "vand-sandwich", et hav, der ligger mellem to lag is. En vigtig forskel mellem disse to tilfælde, er, at for de små himmellegemer er havet i direkte kontakt med silikater, som kan give energi og næringsstoffer til simple former for liv.

## Exoplaneter
Uden for vores solsystem er de følgende exoplaneter de mest sandsynlige bud på vandplaneter: GJ 357 d, Proxima-b, Kepler-11, GJ 1214 b, Kepler-22b, Kepler-62f, Kepler-62e og TRAPPIST-1-systemet.

## Eksterne links og henvisninger
1. ↑  Our solar system's ocean moons may be habitable — and their icy shells could hold proof. Space.com 2024

- Sensationel opdagelse: Planet ligger tæt på Jorden og kan have liv. TV2 2016
- Havareret vandplanet er fundet nær en udbrændt sol. Politiken 2013
- Hubble har fundet spor af vand på exoplaneter. Videnskab.dk 2013
- TESS satellite uncovers 'first nearby super-Earth. PhysOrg 2019
- PLANETS AROUND STARS LIKE PROXIMA CENTAURI ARE PROBABLY EARTH-SIZED WATER WORLDS. Universe Today 2016